# البطريرك مستيسلاف

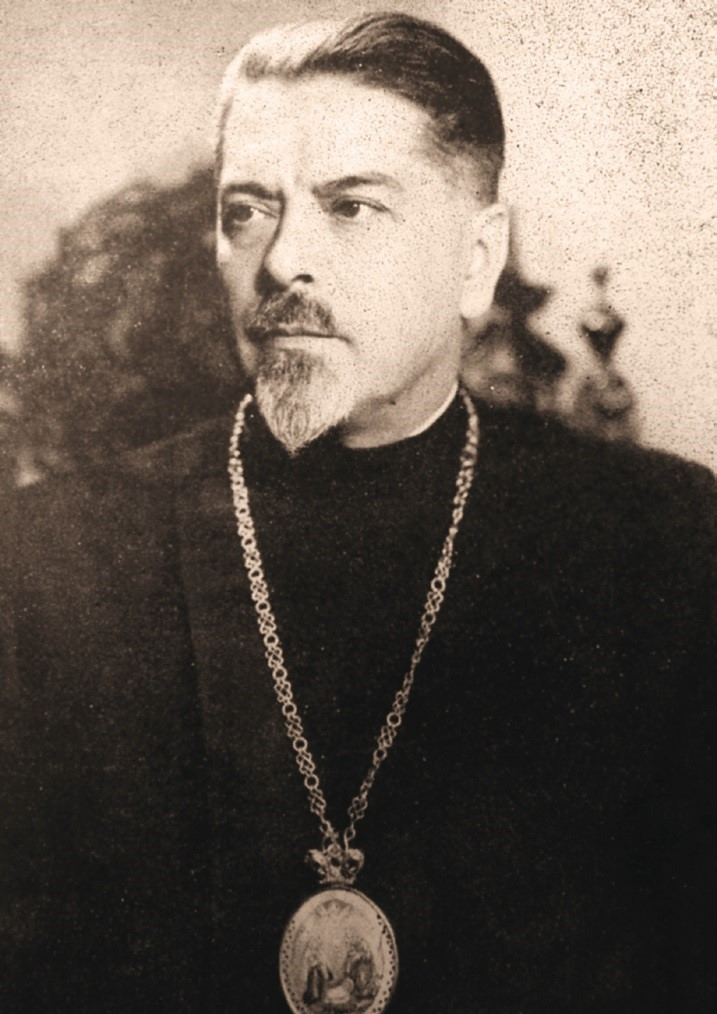
البطريرك مستيسلاف سكريبنيك

بطريرك كييف وسائر أوكرانيا وروسيا مستيسلاف سكريبنيك وُلد في 10 أبريل 1898 باسم ستيبان سكريبنيك (بالأوكرانية: Степан Скрипник) وتوفي في 11 يونيو سنة 1993. يُعدّ شخصية دينية أوكرانية بارزة وبطريرك لكييف وسائر روسيا وأوكرانيا للكنيسة المستقلة المسيحية الأوكرانية.

## سيرته الذاتية
ولد في 10 أبريل سنة 1898 وكان ابن أخت للسيمون بيتليورا. كان يدرس في مدرسة ثانوية بمدينة بولتافا، ثم في مدرسة ضباط بمدينة أورنبورغ. وبعد ذلك التحق بالجيش الإمبراطوري الروسي، ثم بجيش الجمهورية الأوكرانية الشعبية سنة 1918. وفي فترة ما بين الحربين العالميتين الأولى والثانية كان سكريبنيك يعمل في شركات تعاونية في بولندا.
وتخرج من مدرسة العلوم السياسية في وارسو سنة 1923. وتم انتخابه إلى البرلمان البولندي سنة 1930م، حيث كان يدافع عن حقوق الأوكرانيين. انتُخب نائب رئيس لمجلس أبرشسية مدينة تشيلم وبدأ يتولى مناصب كنسية منذ 1942م.
كان سكريبنيك قيد الاعتقال من قبل البوليس السري الألماني (الغستابو) سنة 1944م في مدينتي تشيرنيهيف وبريلوكي الأوكرانيتين إبان الحرب العالمية الثانية. وانتقل إلى وارسو سنة 1944م فإلى سلوفاكيا فألمانيا. وكان يرأس أبرشيتين للكنيسة المستقلة المسيحية الأوكرانية في مدينتي هيسين وفورتمبيرغ.
انتُخب أسقفا لهذه الكنيسة لوينيبيغ وسائر كندا سنة 1947م. وترأس الكنيسة المستقلة المسيحية الأوكرانية في كندا وأوروبا وأستراليا. سكريبنيك كان يؤيد إحياء الحراك من أجل إحياء الكنيسة المستقلة المسيحية الأوكرانية الذي ابتدأ سنة 1988 بعد الاحتفال بالذكرى الألفية لتعميد روسيا أوكرانيا. رسم بطريركا للكنيسة المستقلة المسيحية الأوكرانية في أوكرانيا وخارجها في 1989م.

## وفاته
توفي في 11 يونيو سنة 1993 في مدينة غريمسبي (أونتاريو) ودفن في كاتدرائية القديس أندريه في مدينة ساوث باوند بروك بالولايات المتحدة.